# Pnictes asphyxiatus
Genre
Espèce
Synonymes
- Apionichthys asphyxiatus (Jordan, 1889)

Pnictes asphyxiatus est une espèce de poissons plats de la famille des Achiridae qui se rencontre en Amérique du Sud, principalement dans le bassin amazonien. C'est la seule espèce de son genre Pnictes (monotypique).